# Li Tang

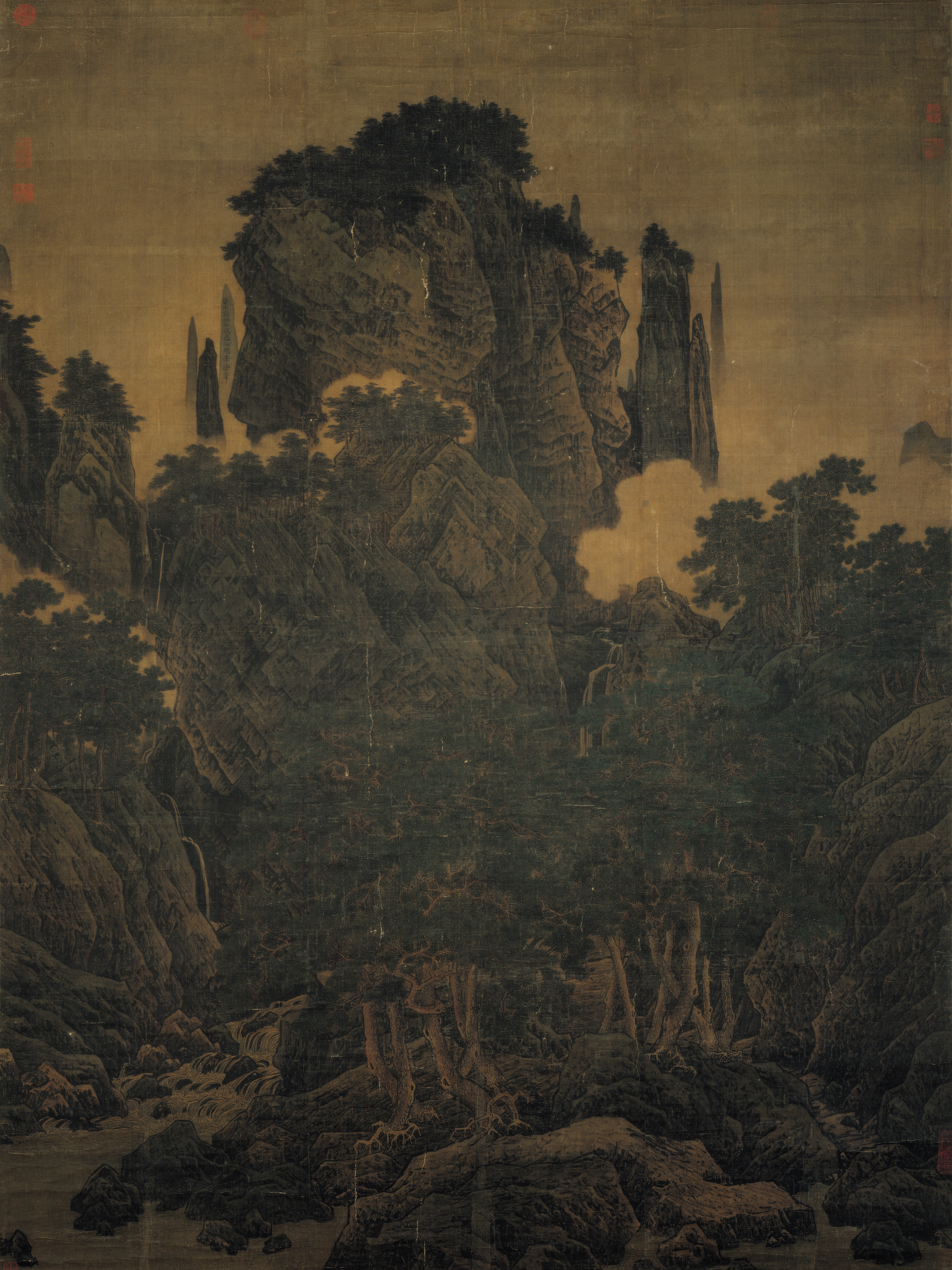
El viento en los pinos entre miles de valles (1124)

Li Tang en chino, 李唐; pinyin, Lǐ Táng; Wade-Giles, Li T'ang, nombre de cortesía Xigu 晞古;  (1050-1130) fue un pintor chino, especialista en paisajes, que estuvo activo en Kaifeng y Hangzhou, en el periodo de la Dinastía Song. Se le considera un nexo de unión entre pintores anteriores como Guo Xi, Fan Kuan y Li Cheng y la generación posterior, conformada, entre otros por Xia Gui y Ma Yuan. Perfeccionó una técnica conocida como pinceladas de corte de hacha.

## Biografía
Li Tang nació ca. 1050, en Heyang. Desde muy joven se ganó la vida por la pintura. En algún momento después de 1100, en virtud de emperador  Huizong, obtuvo el rango más alto en la Academia de Pintura en la corte de Bianjing (ahora Kaifeng).
Sobrevivió a las campañas contra la dinastía Song por parte de la dinastía Jin, y así en 1126, siguiendo a la corte, se trasladó a Qiantang (ahora Hangzhou), que se convirtió en la capital de la dinastía Song en el sur. Continuó sirviendo como pintor en la corte bajo  Gaozong, y murió alrededor del año 1130.

## Su presencia en museos
- Boston (Museo de Bellas Artes):

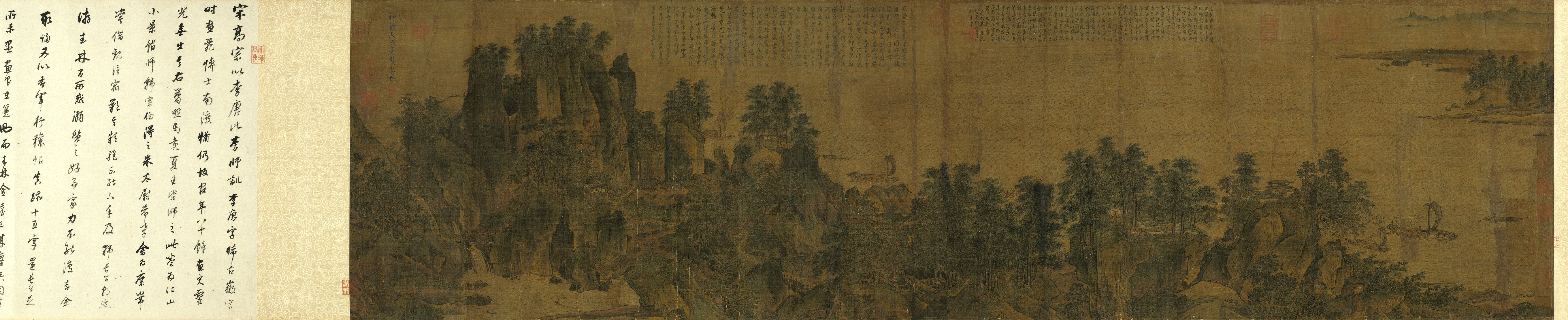

  - Regreso de la fiesta del pueblo en primavera.
  - Dos muchachos conduciendo un par de búfalos entre los sauces, acompañado de un poema de Qianlong..

- Kyoto (Templo Kōtō-in):
  - Dos paisajes.
- Pekín (Museo del Palacio):

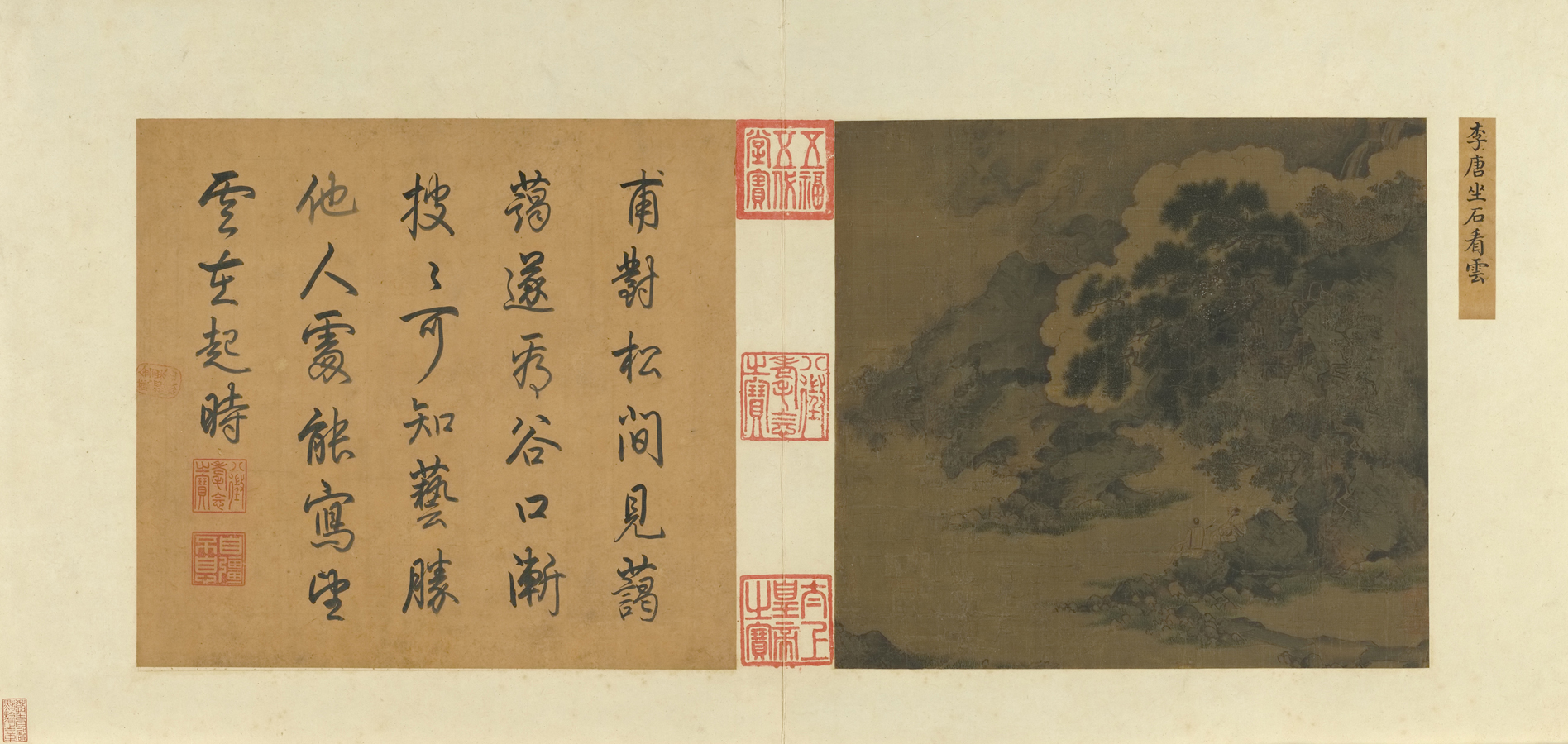

  - El río Changjiang durante el verano.
  - El regreso de un barco por el viento y la lluvia.
  - El médico del pueblo.
  - La recogida de flores

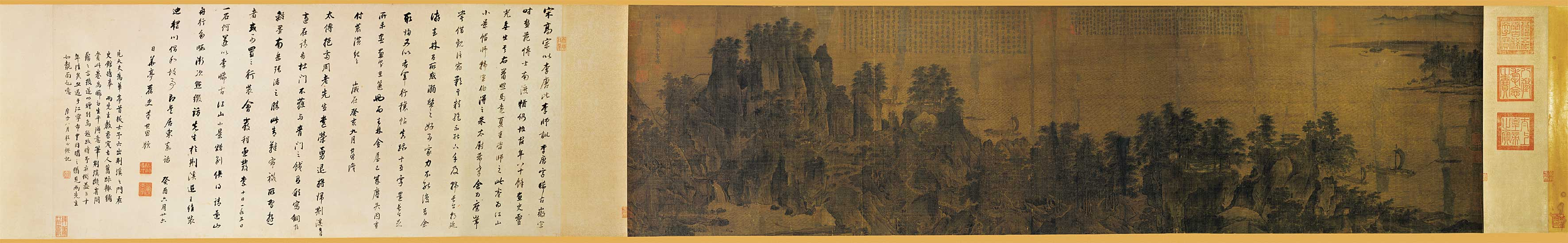

- Taipéi (Museo Nacional del Palacio):
  - Tormenta sobre las montañas cubiertas de nieve cerca de un río.
  - Paisaje de río con nieve